# Lie-Ableitung
In der Analysis bezeichnet die Lie-Ableitung (nach Sophus Lie) die Ableitung eines Vektorfeldes oder allgemeiner eines Tensorfeldes entlang eines Vektorfeldes.
Auf dem Raum der Vektorfelder wird durch die Lie-Ableitung eine Lie-Klammer definiert, die Jacobi-Lie-Klammer genannt wird. Der Raum der Vektorfelder wird durch diese Operation zu einer Lie-Algebra.

## Motivation
In der Allgemeinen Relativitätstheorie und in der geometrischen Formulierung der Hamiltonschen Mechanik wird die Lie-Ableitung verwendet, um Symmetrien aufzudecken, diese zur Lösung von Problemen auszunutzen und beispielsweise Konstanten der Bewegung zu finden.
Die Definition der Lie-Ableitung ist wie folgt motiviert: {\displaystyle T} sei ein Feld auf einer Mannigfaltigkeit {\displaystyle M}, dessen Symmetrie untersucht werden soll. Die Punkte {\displaystyle P_{0}} aus {\displaystyle M} mögen in einem Koordinatensystem {\displaystyle K_{0}} die Koordinaten  {\displaystyle {{\boldsymbol {x}}_{0}}_{K_{0}}} haben. Es möge eine glatte Verschiebung (Fluss) {\displaystyle \phi :{M\times R}\rightarrow M}  geben, die in Abhängigkeit eines Parameters {\displaystyle t} jedem beliebigen Punkt {\displaystyle P_{0}}, in glatter Weise Punkte {\displaystyle P_{t}} mit den Koordinaten {\displaystyle {{\boldsymbol {x}}_{t}}_{K_{0}}} zuordnet. Weiterhin führen wir Koordinatensysteme {\displaystyle K_{t}} ein, so dass die Punkte {\displaystyle P_{t}} in {\displaystyle K_{t}} die gleichen Koordinatenwerte haben, wie die Punkte {\displaystyle P_{0}} in {\displaystyle K_{0}}. Diese Koordinatensysteme sind demnach durch die Koordinatentransformation {\displaystyle {{\boldsymbol {x}}_{0}}_{K_{0}}={{\boldsymbol {x}}_{t}}_{K_{t}}} definiert.
Eine Symmetrie des Feldes {\displaystyle T} liegt dann vor, wenn bei der Verschiebung {\displaystyle P_{0}\rightarrow P_{t}} die Komponenten {\displaystyle {\boldsymbol {T}}_{K_{t}}(P_{t})} des Feldes {\displaystyle T} am Punkt {\displaystyle P_{t}}, ausgedrückt in den Koordinaten {\displaystyle K_{t}} die gleichen Werte haben, wie die Komponenten von  {\displaystyle T}  am Punkt {\displaystyle P_{0}}  ausgedrückt im Koordinatensystem  {\displaystyle K_{0}} . Die Bedingungsgleichung für die Symmetrie des Feldes ist demnach  {\displaystyle {\boldsymbol {T}}_{K_{0}}(P_{0})={\boldsymbol {T}}_{K_{t}}(P_{t})}.
Setzt man dieses Konzept für infinitesimale Verschiebungen um, so lässt sich mit Hilfe des Tangentialvektorenfeldes {\displaystyle {\boldsymbol {X}}} zum Fluss {\displaystyle \phi } die Verschiebung eines Punktes {\displaystyle P_{0}\rightarrow P_{\varepsilon }} in Koordinaten als {\displaystyle {{\boldsymbol {x}}_{\varepsilon }}={\boldsymbol {x}}_{0}+\varepsilon {\boldsymbol {X}}} schreiben.
Das Koordinatensystem {\displaystyle K_{\varepsilon }} in seinen geforderten Eigenschaften wird durch die Koordinatentransformation {\displaystyle {{\boldsymbol {x}}_{\varepsilon }}={\boldsymbol {x}}_{0}-\varepsilon {\boldsymbol {X}}} definiert. Die Symmetriebedingung des Vektorfeldes {\displaystyle T} ist dann {\displaystyle {\boldsymbol {T}}_{K_{\varepsilon }}(P_{\varepsilon })-{\boldsymbol {T}}_{K_{0}}(P_{0})=0}.
Der Koeffizient des in  {\displaystyle \varepsilon } linearen Gliedes ist per Definition die Lie-Ableitung von {\displaystyle T} in Richtung {\displaystyle {\boldsymbol {X}}}
{\displaystyle {\mathcal {L}}_{X}T:=\lim _{\varepsilon \rightarrow 0}{\frac {{\boldsymbol {T}}_{K_{\varepsilon }}(P_{\varepsilon })-{\boldsymbol {T}}_{K_{0}}(P_{0})}{\varepsilon }}}.
Für Felder {\displaystyle T} mit einer zu {\displaystyle {\boldsymbol {X}}} gehörigen Symmetrie verschwindet die Lie-Ableitung. In dem Sinne liefert der Ausdruck {\displaystyle {\mathcal {L}}_{X}T=0} ein Kriterium für die Symmetrie eines Vektorfeldes {\displaystyle T}.

## Lie-Ableitung für Funktionen
Ist {\displaystyle X} ein Vektorfeld, so ist die Lie-Ableitung einer differenzierbaren Funktion {\displaystyle f} die Anwendung von {\displaystyle X} auf {\displaystyle f}:
{\displaystyle {\mathcal {L}}_{X}f=Xf}.
Genauer:
Es seien {\displaystyle M} eine {\displaystyle n}-dimensionale {\displaystyle {\mathcal {C}}^{\infty }}-Mannigfaltigkeit, {\displaystyle f\colon M\to \mathbb {R} } eine glatte Funktion und {\displaystyle X} ein glattes Vektorfeld auf {\displaystyle M}. Die Lie-Ableitung {\displaystyle {\mathcal {L}}_{X}f(p)} der Funktion {\displaystyle f} nach {\displaystyle X} im Punkt {\displaystyle p\in M} ist definiert als die Richtungsableitung von {\displaystyle f} nach {\displaystyle X(p)}:
{\displaystyle {\mathcal {L}}_{X}f(p):=X_{p}(f)=d_{p}f(X(p))}
In lokalen Koordinaten {\displaystyle (x_{1},\ldots ,x_{n})\colon U\subseteq M\to \mathbb {R} ^{n}} lässt sich das Vektorfeld darstellen als
{\displaystyle X=\sum _{j=1}^{n}X_{j}{\frac {\partial }{\partial x_{j}}}}, mit {\displaystyle X_{j}\colon U\to \mathbb {R} }.
Für die Lie-Ableitung ergibt sich dann
{\displaystyle {\mathcal {L}}_{X}f(p)=\sum _{j=1}^{n}X_{j}(p){\frac {\partial f}{\partial x_{j}}}(p)}.

## Lie-Ableitung von Vektorfeldern

### Definition
Seien {\displaystyle X} und {\displaystyle Y} zwei Vektorfelder an der {\displaystyle n}-dimensionalen glatten Mannigfaltigkeit {\displaystyle M} und {\displaystyle F_{t}} der Fluss des Vektorfelds {\displaystyle X}. Dann ist die Lie-Ableitung {\displaystyle {\mathcal {L}}_{X}Y} von {\displaystyle Y} in Richtung {\displaystyle X} definiert durch
{\displaystyle {\mathcal {L}}_{X}Y=\left.{\frac {\mathrm {d} }{\mathrm {d} t}}\right|_{t=0}(F_{t}^{*}Y)},
wobei {\displaystyle F_{t}^{*}} den Rücktransport des Flusses {\displaystyle F_{t}} meint.

### Eigenschaften

#### Lie-Klammer
Sind {\displaystyle X} und {\displaystyle Y} wieder zwei Vektorfelder, dann gilt für die Lie-Ableitung die Identität
{\displaystyle ({\mathcal {L}}_{X}Y)f=X(Y(f))-Y(X(f))},
wobei {\displaystyle f} eine glatte Funktion auf einer offenen Teilmenge der zugrundeliegenden Mannigfaltigkeit ist. Aus dieser Gleichung kann gezeigt werden, dass {\displaystyle (X,Y)\mapsto {\mathcal {L}}_{X}Y} die Eigenschaften einer Lie-Klammer erfüllt. Daher schreibt man auch {\displaystyle [X,Y]:={\mathcal {L}}_{X}Y}. Insbesondere bildet also die Menge der Vektorfelder mit der Lie-Ableitung eine Lie-Algebra und ihre Lie-Klammer {\displaystyle [\cdot ,\cdot ]} wird Jacobi-Lie-Klammer genannt.
Manchmal definiert man die Lie-Ableitung beziehungsweise Lie-Klammer direkt durch den Term {\displaystyle X(Y(f))-Y(X(f))}. Dabei wird manchmal auch die Umgekehrte Vorzeichenkonvention, also {\displaystyle [X,Y]:=Y\circ X-X\circ Y} verwendet.

#### Lokale Koordinaten
In lokalen Koordinaten haben die Vektorfelder {\displaystyle X} beziehungsweise {\displaystyle Y} die Darstellungen
{\displaystyle X=\sum _{j=1}^{n}X_{j}{\frac {\partial }{\partial x_{j}}}}
beziehungsweise
{\displaystyle Y=\sum _{j=1}^{n}Y_{j}{\frac {\partial }{\partial x_{j}}}}.
Für die Lie-Ableitung beziehungsweise Lie-Klammer gilt dann
{\displaystyle [X,Y]=\sum _{j=1}^{n}\left(\sum _{k=1}^{n}X_{k}{\frac {\partial Y_{j}}{\partial x_{k}}}-\sum _{k=1}^{n}Y_{k}{\frac {\partial X_{j}}{\partial x_{k}}}\right){\frac {\partial }{\partial x_{j}}}\,.}

## Eigenschaften und Lie-Algebra
Der Vektorraum {\displaystyle {\mathcal {C}}^{\infty }(M,\mathbb {R} )} aller glatten Funktionen {\displaystyle M\to \mathbb {R} } ist bezüglich der punktweisen Multiplikation eine Algebra. Die Lie-Ableitung bezüglich eines Vektorfeldes {\displaystyle X} ist dann eine {\displaystyle \mathbb {R} }-lineare Derivation {\displaystyle {\mathcal {L}}_{X}:{\mathcal {C}}^{\infty }(M,\mathbb {R} )\to {\mathcal {C}}^{\infty }(M,\mathbb {R} )}, d. h., sie hat die Eigenschaften
- {\displaystyle {\mathcal {L}}_{X}} ist {\displaystyle \mathbb {R} }-linear
- {\displaystyle {\mathcal {L}}_{X}(fg)=({\mathcal {L}}_{X}f)g+f{\mathcal {L}}_{X}g} (Leibniz-Regel)

Bezeichne {\displaystyle {\mathcal {X}}(M)} die Menge aller glatten Vektorfelder auf {\displaystyle M}, dann ist die Lie-Ableitung auch eine {\displaystyle \mathbb {R} }-lineare Derivation auf {\displaystyle {\mathcal {C}}^{\infty }(M,\mathbb {R} )\times {\mathcal {X}}(M)}, und es gilt:
- {\displaystyle {\mathcal {L}}_{X}(fY)=({\mathcal {L}}_{X}f)Y+f{\mathcal {L}}_{X}Y} (Leibniz-Regel)
- {\displaystyle [X,[Y,Z]]={\mathcal {L}}_{X}[Y,Z]=[{\mathcal {L}}_{X}Y,Z]+[Y,{\mathcal {L}}_{X}Z]=[[X,Y],Z]+[Y,[X,Z]]} (Jacobi-Identität)

Dadurch wird {\displaystyle {\mathcal {X}}(M)} zu einer Lie-Algebra.

## Lie-Ableitung von Tensorfeldern

### Definition
Für ein Tensorfeld {\displaystyle T} und ein Vektorfeld {\displaystyle X} mit lokalem Fluss {\displaystyle \Phi _{t}} ist die Lie-Ableitung von {\displaystyle T} bezüglich {\displaystyle X} definiert als
{\displaystyle {\mathcal {L}}_{X}T={\frac {\mathrm {d} }{\mathrm {d} t}}\Phi _{t}^{*}T|_{t=0}\,.}

### Eigenschaften
Die Lie-Ableitung {\displaystyle {\mathcal {L}}_{X}} ist {\displaystyle \mathbb {R} }-linear in {\displaystyle X} und für festes {\displaystyle X} eine Derivation der Tensoralgebra, die mit der Kontraktion verträglich ist. Die Lie-Ableitung ist dadurch und durch ihre Werte auf Funktionen und Vektorfeldern bereits eindeutig charakterisiert.
Im Unterschied zu einem Zusammenhang ist {\displaystyle {\mathcal {L}}_{X}} nicht {\displaystyle {\mathcal {C}}^{\infty }}-linear in {\displaystyle X}.

### Differentialformen
Sei {\displaystyle M} eine {\displaystyle {\mathcal {C}}^{\infty }}-Mannigfaltigkeit, {\displaystyle X} ein Vektorfeld auf {\displaystyle M} und {\displaystyle \alpha \in \Lambda ^{k+1}(M)} eine {\displaystyle (k+1)}-Differentialform auf {\displaystyle M}.
Durch Evaluation kann man eine Art inneres Produkt zwischen {\displaystyle X} und {\displaystyle \alpha } definieren:
{\displaystyle (i_{X}\alpha )(X_{1},\ldots ,X_{k})=\alpha (X,X_{1},\ldots ,X_{k})\,}
und erhält die Abbildung:
{\displaystyle i_{X}:\Lambda ^{k+1}(M)\to \Lambda ^{k}(M),\;\alpha \mapsto i_{X}\alpha }
Diese Abbildung hat die folgenden Eigenschaften:
- {\displaystyle i_{X}} ist {\displaystyle \mathbb {R} }-linear,
- für beliebiges {\displaystyle f\in \Lambda ^{0}(M)} gilt {\displaystyle i_{fX}\alpha =fi_{X}\alpha },
- für eine beliebige Differentialform {\displaystyle \beta } über {\displaystyle M} und {\displaystyle \alpha \in \Lambda ^{k}(M)} gilt

{\displaystyle i_{X}(\alpha \wedge \beta )=(i_{X}\alpha )\wedge \beta +(-1)^{k}\alpha \wedge (i_{X}\beta )}.
Weiter oben wurde die Lie-Ableitung bezüglich eines Vektorfeldes {\displaystyle X} für Funktionen über {\displaystyle M} definiert:
{\displaystyle {\mathcal {L}}_{X}f=i_{X}df}.
Für echte Differentialformen kann die Lie-Ableitung bezüglich eines Vektorfeldes {\displaystyle X} durch
{\displaystyle {\mathcal {L}}_{X}\alpha =\left(i_{X}\circ d\ +d\circ i_{X}\right)\alpha }
berechnet werden. Diese Gleichung kann aus der Definition der Lie-Ableitung für Tensorfelder hergeleitet werden. Sie trägt den Namen Cartan-Formel.
Sie hat die folgenden Eigenschaften:
- {\displaystyle {\mathcal {L}}_{fX}\alpha =f{\mathcal {L}}_{X}\alpha +df\wedge i_{X}\alpha }
- {\displaystyle {\mathcal {L}}_{X}(\alpha \wedge \beta )=({\mathcal {L}}_{X}\alpha )\wedge \beta +\alpha \wedge ({\mathcal {L}}_{X}\beta )}
- {\displaystyle [{\mathcal {L}}_{X},{\mathcal {L}}_{Y}]\alpha :={\mathcal {L}}_{X}{\mathcal {L}}_{Y}\alpha -{\mathcal {L}}_{Y}{\mathcal {L}}_{X}\alpha ={\mathcal {L}}_{[X,Y]}\alpha }
- {\displaystyle [{\mathcal {L}}_{X},i_{Y}]\alpha =[i_{X},{\mathcal {L}}_{Y}]\alpha =i_{[X,Y]}\alpha }